# 河间府

河间府在直隶省的位置（1820年）

河间府，北宋、金朝、明朝和清朝的一个府，先后隶属于北宋、金朝河北東路，明朝中书分省、北平行省、北平承宣布政使司、北直隶；清朝直隶省。是京都南下途中第一府。

## 政区沿革
北宋大观二年（1108年）升瀛州为河间府，隶属于河北東路。附有河间郡，管辖河间、乐寿、束城三县。北宋滅亡後1129年三月，金国任命刘豫为京東西淮南等路安撫使，1130年七月，完顏宗翰策划刘豫建立傀儡政权，国号大齐，1137年，金熙宗废刘豫为蜀王，大齐納入金朝直轄範圍，河北東路并入金国。元朝时为河间路，直属于中书省。
明朝洪武元年（1368年）十月，改河间路为河间府，治河间县（今河北省河间市），属河南分省。洪武二年三月，改属北直隶。北距京师顺天府四百十里。弘治四年（1491年），有户口四万二千五百四十八，人口三十七万八千六百五十八。万历六年（1578年），户口四万五千二十四，人口四十一万九千一百五十二。二州：景州（领吴桥、东光、故城三县）、沧州（领庆云、南皮、盐山三县）。县十六，除上文六县还含：河间、献、阜城、肃宁、任丘、交河、青、兴济、静海、宁津。
清朝划归直隸省清河道，仍治河间县。下辖一州十县，分别为景州、河间县、阜城县、肃宁县、任丘县、交河县（今泊头市交河镇）、宁津县（今属山东省）、吴桥县、故城县、东光县、献县。考评：冲，繁，难。中华民国1913年废。

## 历任长官
北宋
- 张近（1108年—1112年）
- 吴价（1114年—1120年）
- 沈积中（1120年—1122年）
- 侯益（1122年）
- 蔡靖（1122年—1123年）
- 詹度（1123年—1124年）
- 陈遘（1124年—1126年）
- 黄潜善（1126年—1127年）

金朝
- 大㚖（1129年—1133年）
- 拔束（1137年）
- 徒单阿里出虎（1150年—1151年）
- 完颜谋衍（1153年—1155年）
- 完颜京（1156年—1157年）
- 大兴国（1159年—1161年）
- 徒单拔改（1162年）
- 徒单克宁（1166年—1167年）
- 萧毋里哥（1168年—1169年）
- 唐括安礼（1170年—1171年）
- 蒲察鼎寿（1180年—1183年）
- 乌古论元忠（1190年—1191年）
- 移剌仲方（1192年—1195年）
- 蒙古纲（1215年）
- 斡勒合打（1217年）
- 移剌众家奴（1220年—1223年）[3]

## 延伸阅读
[在维基数据编辑]
 《欽定古今圖書集成·方輿彙編·職方典·河間府部》，出自陈梦雷《古今圖書集成》